# 小森和子
小森 和子（こもり かずこ、1909年（明治42年）11月11日 - 2005年（平成17年）1月8日）は、映画評論家、タレント。
旧姓は安彦（あびこ）。愛称は「（小森の）おばちゃま」。

## プロフィール

### 生い立ち
東京府東京市赤坂区（今の東京都港区赤坂）に生まれ育つ。実家は裕福であった。小学校は赤坂区内に通い、当時麻布区にあった東京府立第三高等女学校（現・東京都立駒場高等学校）を卒業した、今風に言えば港区育ちである。高等女学校卒業後、『婦人公論』誌編集部で見習い記者を務める。

### 会社員から結婚
関係を持った菊池寛の運営する『映画時代』誌編集部へ移り、さらに京都で作家の川口松太郎の愛人生活を送るようになる。その後、神戸にあったイギリスの船舶会社『P&O』の日本支店で会社員生活を送る。
神戸で会社員時代に知り合った、日本放送協会元会長・小森七郎の息子の小森一郎と32歳で結婚。その後第二次世界大戦終盤に神奈川県藤沢市の鵠沼に疎開し、戦争の終結を迎えた。

### 映画評論家に
映画好きが昂じて1947年（昭和22年）に『映画の友』誌の編集部に入り、当時の編集長の淀川長治の勧めで映画評論活動を開始。のち一身上の都合で『映画の友』誌の編集部を一方的に辞職し、そのために淀川と一時険悪な関係にあった。
アメリカの映画俳優ジェームズ・ディーンの熱狂的崇拝者として有名で、エピソードも多い。作家の三島由紀夫が戦後早々と渡米して、ジェームズ・ディーン行きつけのバーを訪れたことを知るや、「その時にあなたが穿いていたズボンを頂戴。ジミーが座っていた場所に座っていた、そのズボンを」と要求し、三島を驚かせた。
また『太陽の季節』がベストセラーになると、作家の石原慎太郎宅を訪れジェームズ・ディーンの代表作『理由なき反抗』について感想を述べてほしいと要請するが、石原から断られている。

### 渡米
48歳で小森一郎と離婚し、まだ日本人の渡米が困難だった1958年（昭和33年）、単身渡米して、ジェームズ・ディーンの墓参を果たすと共に、『映画の友』編集者時代からの親友シャーリー・マクレーンの紹介でハリウッドを訪問。
当時まだアメリカの映画界では日本人女性が大変珍しかったのでフランク・シナトラたちから大歓迎を受けた。シャーリー・マクレーンの娘サチコ（女優のサチ・パーカー）の名前は小森の命名による。なおこの渡米ではニューヨークで作家の檀一雄と恋愛関係になった。

### バラエティ人気
話を切り出す際の一人称として「おばちゃまはねぇ…」と言っていたこともあり、「（小森の）おばちゃま」として親しまれた。1980年代から1990年代にかけて片岡鶴太郎が小森のものまねをしたことがきっかけでバラエティ番組の出演も増加し、玉ねぎ型の髪型とその喋りや人柄から人気を得た。
映画ファンが集まり語り合う場所として、六本木でムービーサロン『ココ』を20年に亘って主宰した。そこで働いていた従業員の女性を気に入り、独り身であった小森は「養女にならないか」と度々誘い、最初は女性は断っていたが、後述される小森の容態が悪くなってからは、小森の介護をするために養女となる。1992年（平成4年）に熊本県熊本市の映画サークルに、映画評論家時代の映画資料1万点を寄贈。

### 晩年
1995年（平成7年）3月に自宅で転び、更に転んだ先に暖房ヒーターがあり、ヒーターの熱風で顔に火傷を負ってからはマスメディアに露出することがなくなり、1998年（平成10年）11月に車椅子で淀川長治の葬儀に出席したのが公の場に姿を見せた最後となる。晩年の10年はパーキンソン病、老人性認知症、うつ病を患い、寝たきりの状態で自宅療養生活を送り、養女が介護していた。

### 死去
2005年（平成17年）1月8日1時42分、呼吸不全のため東京都の自宅で死去。95歳没。墓所は染井霊園（一種イ8号6側）。小森の訃報を受けて、弔問に訪れた鶴太郎は小森に敬意を示して「もう小森さんのものまねは封印します」と涙ながらに宣言した。その後2014年10月10日放送の「爆報! THE フライデー」で晩年の小森の特集をした際、親しかった人物として鶴太郎が登場して小森について語り、VTR終盤で小森の気持ちを想像した小森のものまねを久々に披露した。
小森の資産は貯金と不動産を合わせて4億あると言われ、その資産が全て無くなっている事から、小森の養女が食い潰したとしてマスコミのバッシングを浴び、多くの報道陣が小森の養女の自宅に押しかけるが、一切コメントをしなかった。その後、前述の「爆報〜」で養女がインタビューに応じ、自身が肺気腫で余命半年ということを明かした上で、生きている内に全てを話そうと小森の晩年や資産の使い道を明かした。その中で、資産は小森の入院費や自宅のバリアフリー化、友人からの介護施設の投資話を持ちかけられ、小森のためにと出資するが、介護施設の運営が赤字となって結局解任させられる。そのような事があって小森の資産を使い切ったが、小森も容認しており、決して私利私欲のために使っていなかったと語った。

## その他
- 奔放な性遍歴と率直な人柄の持ち主としても知られ、菊池寛や川口松太郎や檀一雄の愛人だったことを自ら述懐している。
- 1991年度より開催されている日本映画批評家大賞の立ち上げに関わった一人であり、小森の没後の第14回（2004年度）より、新人女優に対する表彰に「小森和子賞」の名がつけられている。
- 沢田ユキオ版『スーパーマリオくん』の初期のワールドでマリオ達がコウモリ部隊と戦った際に「コーモリのおばちゃま攻撃！」と小森のヘアスタイルをした巨大ヨッシーが「モア・ベターよ」と喋りながらコウモリ部隊へ迫って怯えさせるという小森をパロディにしたシーンがある。
- アメリカ・NBCのテレビドラマである『アルフ』（日本では1980年代後半から90年代にかけてNHK教育で放送された。）のEp.57  ショーの迷司会者（後編）の中で流れる通信販売の生コマーシャルでアルフが「アルフのおばちゃま」と名乗り喋り方や前述の『スーパーマリオくん』と同じく「モア・ベター」をパロディ化している。

## 著書
- スター・ア・ラ・カルト じかに会った素顔の味わい（エヌピー出版、1975年）
- 『流れるままに、愛』集英社、1984年4月25日。NDLJP:12261335。
- 『おばちゃまのモア・ベター人生論』講談社、1984年11月11日。NDLJP:12194652。
- 映画はわたしの恋人 おばちゃまのシネマ人生80年（近代映画社、1990年）

## 小森和子を演じた女優
- 久本雅美「弟」（テレビ朝日2004年）

## 出演歴

### バラエティ
- 笑っていいとも!（フジテレビ、1983年10月 - 1984年9月 ※火曜日担当）
- ライオンのいただきます（フジテレビ）
- オールナイトフジ（フジテレビ）
- いきなり!フライデーナイト（フジテレビ）
- 爆笑!オールスターものまね王座決定戦（フジテレビ、※審査員）
- 鶴ちゃんのプッツン5（日本テレビ）
- ファンキートマト（テレビ神奈川）

### ドラマ
- 大江戸捜査網（1983年、テレビ東京）
  - 第3シリーズ第508話「下手人は父ちゃんだ!」 - 長屋の女 役
- ライオン奥様劇場 / 動物だぁーいすき!（1983年、フジテレビ）
- 月曜ドラマランド（フジテレビ）
  - 「ハーイ!あっこです」（1984年）
  - 「ひまわりくん」（1985年）
- 花の女子校 聖カトレア学園（1985年、テレビ東京）
- 月曜ワイド劇場 / 燃えて尽きたし 姑がボケた!（1985年、テレビ朝日）

### CM
- 森永製菓「小枝」（1971年 - ・1976年 - 1977年・1990年代 ※ナレーター）[2]
- 集英社「ロードショー」（1980年代 ※NTV「ズームイン!!朝！」内CM）
- ライオン「エメロンシャンプー」（1983年 ※ナレーター）
- 祐徳薬品工業「パスタイムH」 - 三遊亭楽太郎と共演。
- WOWOW - おすぎらと共演。

## 参考資料
- 日刊スポーツ「小森のおばちゃま」小森和子さん天国へ[リンク切れ]
- 小森晴子「養女が語る 小森のおばちゃまナイショの話」『新潮45』新潮社、2005年（平成17年）3月号